# Rue Paul-Vaillant-Couturier (Noisy-le-Sec)
Pour les articles homonymes, voir Rue Paul-Vaillant-Couturier.
La rue Paul-Vaillant-Couturier à Noisy-le-Sec est l'une des artères principales de cette ville,.

## Situation et accès
Cette rue commence, côté ouest, au croisement de la rue du Parc et de l'avenue Gaston-Roussel à Romainville. 
Se terminant place Jeanne-d'Arc au croisement avec la rue Anatole-France et la rue Jean-Jaurès, elle est prolongée par la rue de Brément.

## Origine du nom

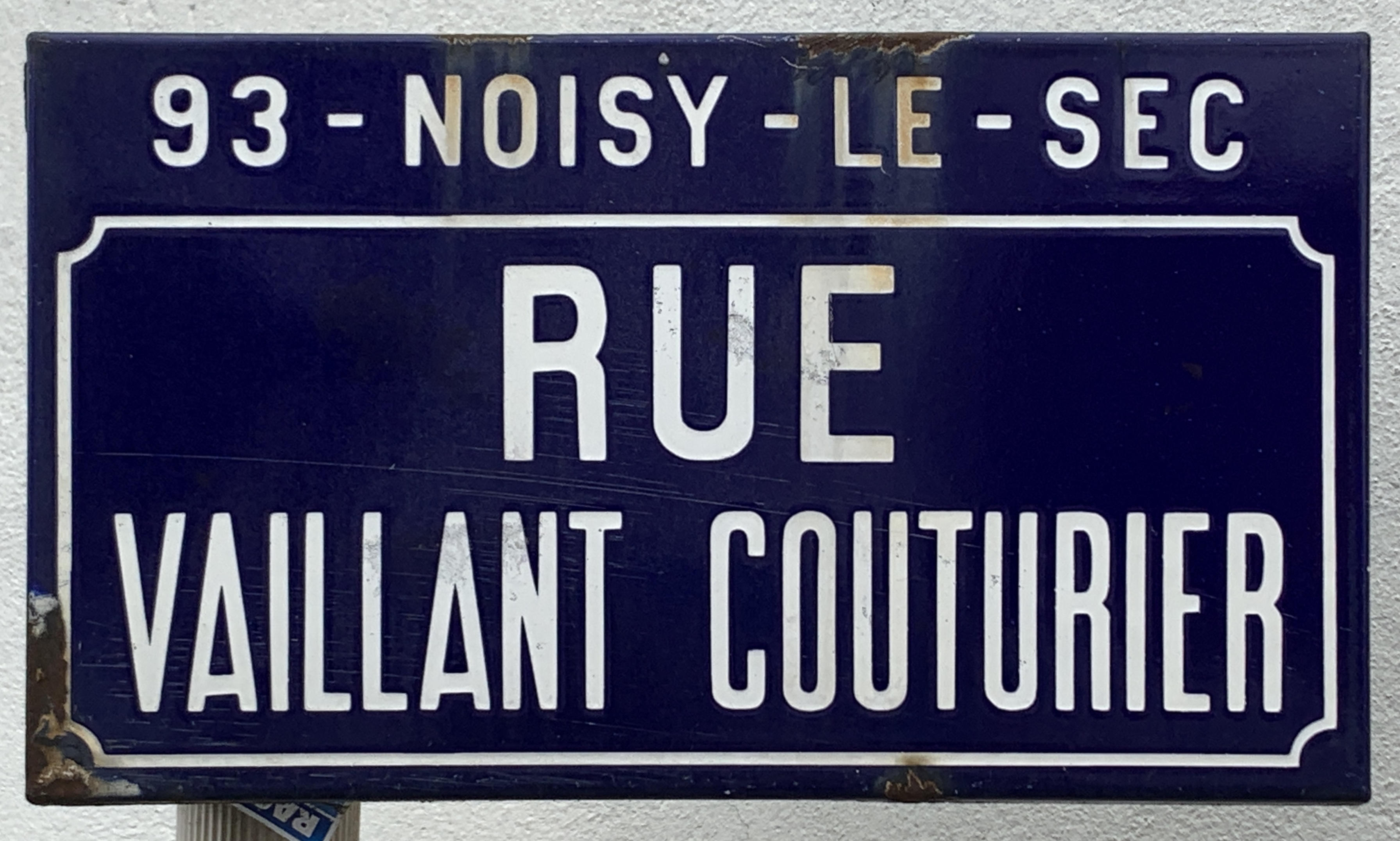
Plaque de la rue.

Anciennement appelée rue de Pantin, cette voie de communication a été renommée après-guerre en hommage à Paul Vaillant-Couturier, (1892-1937), écrivain, journaliste et homme politique français.

## Historique
Cette rue a été ouverte en 1849 sous le nom de rue de Pantin, nom qu'elle a gardé jusque dans les années 1930. Elle faisant pendant à la route de Noisy-le-Sec dans la commune de Pantin, sur le même axe, à l'ouest.
Elle prit le nom de rue Paul-Vaillant-Couturier le 16 novembre 1937, fut rappelée rue de Pantin pendant l’occupation, et reprit son nom actuel par une délibération du Conseil Municipal du 16 octobre 1944,.

## Bâtiments remarquables et lieux de mémoire
- Église Saint-Étienne de Noisy-le-Sec.
- Mairie de Noisy-le-Sec.
- Salles Paul-Vaillant-Couturier[8].